# Mary Shelley
Mary Wollstonecraft Shelley, nascida Mary Wollstonecraft Godwin (Somers Town, Londres, 30 de agosto de 1797 – Chester Square, Londres, 1 de fevereiro de 1851), mais conhecida por Mary Shelley, foi uma escritora britânica, filha do filósofo William Godwin e da feminista e escritora Mary Wollstonecraft.
Mary Shelley foi autora, dramaturga, ensaísta, biógrafa e escritora de literatura de viagens, mais conhecida por seu romance gótico, Frankenstein: ou O Moderno Prometeu (1818). Ela também editou e promoveu os trabalhos de seu marido, o poeta romântico e filósofo Percy Bysshe Shelley, com quem se casou em 1816, após o suicídio de sua primeira esposa.
A mãe de Mary morreu 10 dias depois do nascimento de sua filha; ela e sua meia-irmã, Fanny Imlay, foram criadas por seu pai. Quando Mary tinha quatro anos, Godwin casou-se com uma vizinha, Mary Jane Clairmont. Godwin deu à sua filha uma rica e informal educação, encorajando-a a aderir às suas teorias políticas liberais. Em 1814, Mary Godwin iniciou um relacionamento amoroso com um dos seguidores políticos de seu pai, o casado Percy Bysshe Shelley. Junto com a irmã adotiva de Mary, Claire Clairmont, eles partem para a França e viajam pela Europa; uma vez retornando a Inglaterra, Mary fica grávida de Percy. Durante os próximos dois anos, ela e Percy enfrentam o ostracismo, dívidas e a morte da filha prematura. Eles se casaram em 1816 após o suicídio da primeira mulher de Percy Shelley, Harriet. Em 1816, o famoso casal passou o verão com Lord Byron, John William Polidori, e Claire Clairmont próximos de Genebra, Suíça, onde Mary concebe a ideia de seu romance Frankenstein. Os Shelleys deixam a Grã-Bretanha em 1818 e vão para a Itália, onde o segundo e o terceiro filhos morrem antes do nascimento de seu último e único sobrevivente filho, Percy Florence. Em 1822, seu marido afogou-se quando seu barco afundou durante uma tempestade na Baía de La Spezia. Um ano depois, Mary Shelley retornou a Inglaterra, devotando-se, desde então à educação de seu filho e à carreira como autora profissional. A última década de sua vida foi marcada pela doença, provavelmente causada pelo tumor cerebral que a iria matar aos 53 anos de idade.
Até os anos 70, Mary Shelley era conhecida principalmente por seus esforços em publicar os trabalhos de Percy Shelley e pelo romance Frankenstein, que permanece sendo lido mundialmente e tendo inspirado muitas peças de teatro e adaptações para o cinema. Os estudos atuais renderam uma visão mais abrangente das realizações de Mary Shelley. Estudiosos demonstraram mais interesse em sua carreira literária, particularmente seus romances, que incluem romances históricos Valperga (1823) e The Fortunes of Perkin Warbeck (1830), o romance apocalíptico The Last Man (1826), e seus últimos dois romances, Lodore (1835) e Falkner (1837). Estudos de seus últimos trabalhos conhecidos como o livro de viagens Rambles in Germany and Italy (1844) e os artigos biográficos de Dionysius Lardner's, Cabinet Cyclopaedia (1829–46), serviram de base e visualização de que Mary Shelley permaneceu uma política radical por toda a vida. O trabalho de Mary Shelley frequentemente discute que essa cooperação e simpatia, particularmente praticada pelas mulheres na família, eram maneiras de se reformar a sociedade civil. Esta visão foi um desafio direto ao caráter romântico individualista promovido por Percy Shelley e as teorias políticas iluministas articuladas por seu pai, William Godwin.

## Biografia

### Infância

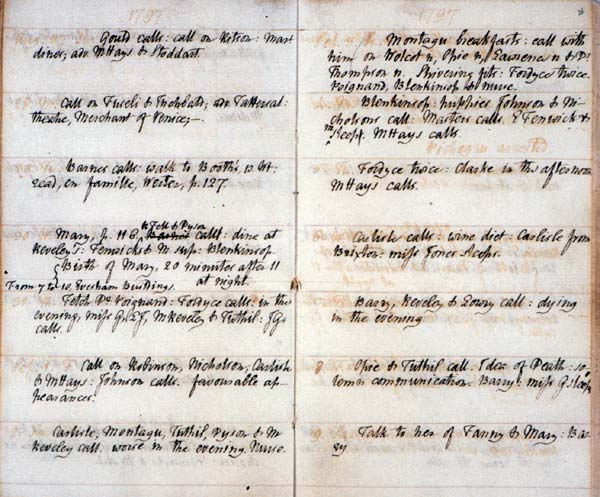
Página do diário de William Godwin onde está registrado o "Nascimento de Mary, 11:20 PM" (coluna esquerda, quarta linha)

Mary Shelley nasceu em Somers Town, Londres. Foi a segunda filha da filósofa feminista, educadora e escritora Mary Wollstonecraft, e a primeira filha do filósofo, escritor e jornalista William Godwin. Wollstonecraft morreu de septicemia puerperal dez dias após Mary nascer. Godwin criou Mary junto com sua meia irmã, Fanny Imlay, filha de Wollstonecraft com o especulador americano Gilbert Imlay. Um ano depois da morte de Wollstonecraft, Godwin publicou suas Memoirs of the Author of A Vindication of the Rights of Woman (1798), com a intenção de ser um tributo sincero e apaixonado. Entretanto, por conta das Memoirs terem revelado o caso de Wollstonecraft e sua filha ilegítima, chocaram a todos. Mary Godwin leu essas memórias e os livros de sua mãe, aumentando a seu amor por ela. A infância de Mary foi feliz, a julgar pelas cartas da governanta e enfermeira de William Godwin, Louisa Jones. Mas Godwin se sentia profundamente aquém de suas forças e percebendo que não conseguiria cuidar das filhas sozinho, procurou por uma segunda esposa. Em dezembro de 1801, casou-se com Mary Jane Clairmont, uma mulher bem-educada com dois filhos jovens —Charles e Claire. A maioria dos amigos de Godwin não gostavam de sua nova esposa, descrevendo-a como violenta e temperamental; mas Godwin foi devotado a ela, e o casamento foi um sucesso. Mary Godwin, por outro lado, detestava sua madrasta. O biografo de William Godwin, C. Kegan Paul mais tarde sugeriu que a Sra. Godwin tinha preferência por sua própria filha em oposição a outra. Em conjunto, os Godwins iniciaram uma empresa de publicidade chamada M. J. Godwin, que vendia livros infantis, assim como artigos de papelaria, mapas e jogos. Entretanto, o negócio não teve lucros e Godwin foi forçado a fazer empréstimos para prosseguir. Ele continuou a pegar empréstimos para pagar as dívidas, gerando cada vez mais problemas. Em 1809, os negócios de Godwin vão à falência e ele estava "perto do desespero". Ele foi salvo da ‘’prisão dos devedores’’ pelos seus seguidores filósofos como Francis Place, que lhe emprestou mais dinheiro.

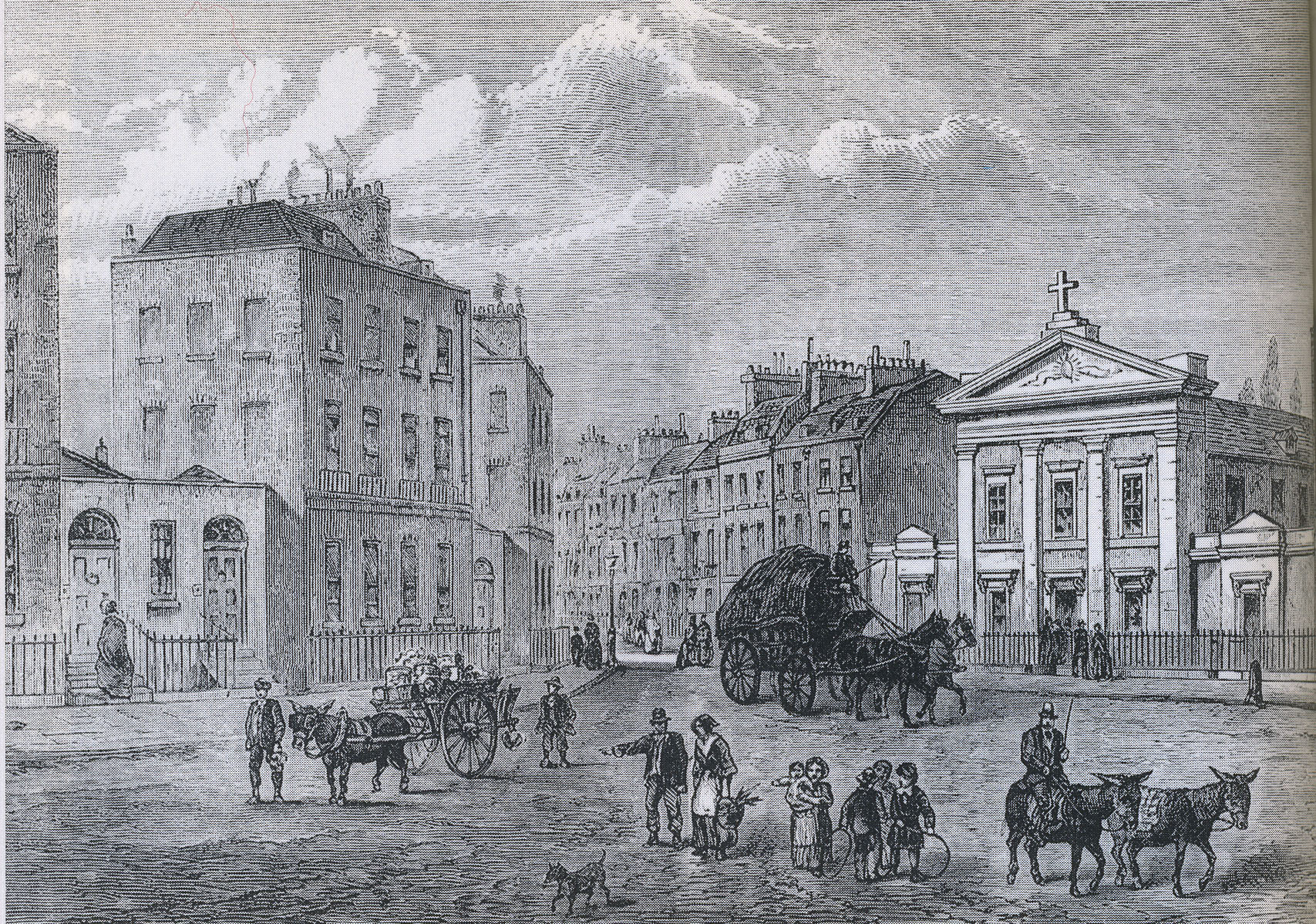
O Polígono (a esquerda) em Somers Town, Londres, entre Camden Town e St Pancras, onde Mary Godwin nasceu e passou sua infância.

Embora Mary Godwin tenha recebido pouca educação formal, seu pai a tutorou em vários assuntos. Frequentemente levava as crianças em viagens educacionais, e elas também tinham acesso a sua biblioteca e a muitos intelectuais que o visitavam, incluindo o poeta romântico Samuel Taylor Coleridge e o ex-vice-presidente dos Estados Unidos, Aaron Burr. Godwin admitiu que não educou as meninas de acordo com a filosofia de Mary Wollstonecraft disposto em trabalhos como A Vindication of the Rights of Woman (1792), mas Mary Godwin, todavia, recebeu uma educação incomum e avançada para uma garota da sua época. Ela teve uma educadora, um tutor, e leu vários livros infantis de seu pai sobre a história de Roma e da Grécia em manuscrito. Por 6 meses em 1811, ela frequentou um colégio interno em Ramsgate. Seu pai a descreveu aos 15 anos como "uma mente ativa, um tanto imperativa e singularmente brilhante. Seu desejo de conhecimento é grande, e sua perseverança em tudo o que empreende é quase invencível".
Em Junho de 1812, seu pai a mandou para junto do dissidente radical William Baxterher, perto de Dundee, Escócia. Para Baxter, ele escreveu, "Estou ansioso pelo que ela pode trazer... como uma filósofa, ou mesmo como uma cínica." Eruditos especularam que ela pode ter sido afastada para cuidar da saúde, retirá-la dos negócios, ou introduzi-la na política radical. Mary Godwin revelou-se nos arredores espaçosos da casa de Baxter e na companhia de suas quatro filhas e retornou para o norte em 1813 onde passou os próximos 10 meses. Na introdução de Frankenstein de 1831, ela relembrou: "Escrevi no mais simples e comum estilo. Embaixo das árvores nos campos que pertenciam a nossa casa, ou nas montanhas descampadas, onde minhas composições verdadeiras, os voos de minha imaginação, nasceram e floresceram".

### Percy Bysshe Shelley
Mary Godwin pode ter tido seu primeiro encontro com o poeta-filósofo Percy Bysshe Shelley no intervalo entre duas de suas estadas na Escócia. Antes de ela retornar para casa pela segunda vez em 30 de março de 1814, Percy Shelley vinha se tornando distante da esposa, e regularmente visitava Godwin. O radicalismo de Percy Shelley, principalmente sua visão econômica, inspirada na Justiça Política de Godwin (1793), alienou-o de sua rica família aristocrata: avisaram-no que seguisse os modelos tradicionais da aristocracia, e ele quis doar grandes quantidades do dinheiro da família para causas de ajuda a desamparados. Percy Shelley consequentemente teve dificuldade em ter acesso ao dinheiro antes que o herdasse, porque sua família não queria que ele o gastasse em projetos de "justiça política". Depois de vários meses de promessas, Shelley informou que não queria nem poderia pagar as dívidas de Godwin. Godwin ficou furioso e se sentiu traído.
Mary e Percy se encontraram pela primeira vez no mausoléu de Mary Wollstonecraft em St Pancras Old Church, e apaixonaram-se—ela estava com quase dezessete anos e ele próximo dos vinte e dois. Para desespero de Mary, seu pai não aprovava o relacionamento e tentou impedi-los de modo a salvar a fama de "impecável" da sua filha. Na mesma época, Godwin conheceu a incapacidade dos Shelleys de pagar suas dívidas. Mary, que escreveu mais tarde de "meu apego excessivo e romântico por meu pai", estava confusa. Ela viu Percy Shelley como uma encarnação das ideias de seus pais liberais e reformistas dos anos 1790, principalmente a visão de Godwin sobre o casamento ser um monopólio repressivo, alegado em sua edição de 1793 de “Justiça Política” mas já recolhido. Em 28 de Julho de 1814, o casal secretamente vai para a França, levando a meia-irmã de Mary, Claire Clairmont, com eles, mas deixando a esposa grávida de Percy para trás. Depois de convencer Mary Jane Godwin, que os perseguiu até Calais, que não desejavam regressar, o trio viajou para Paris, e então, de burro, mula, e de carroça, através de uma França recentemente devastada pela guerra, para a Suíça. "Estávamos numa novela, sendo um romance real", Mary Shelley, em 1826, recordou. Enquanto viajavam, Mary e Percy liam obras de Mary Wollstonecraft e outros, mantinham uma jornal comum, e continuaram a sua própria escrita. Em Lucerna, a falta de dinheiro obrigou os três a voltar para trás, desceram para o Norte e por terra até o porto holandês de Maasluys, chegando a Gravesend, Kent, em 13 de Setembro de 1814.
A situação que aguardava Mary Godwin na Inglaterra foi repleta de complicações, algumas das quais ela não tinha previsto. Antes ou durante a viagem, ela ficou grávida e ela e Percy agora viram-se sem um tostão, e, para surpresa genuína de Mary, seu pai se recusou a fazer nada por ela. O casal mudou-se com Claire para alojamentos em Somers Town, e mais tarde, Nelson Square. Eles mantiveram o seu intenso programa de leitura e escrita e amigos de Percy Shelley, como Thomas Jefferson Hogg e o escritor Thomas Love Peacock. Percy Shelley às vezes saiu de casa por períodos curtos para iludir os credores. Cartas casuais do casal revelam sua dor nessas separações.
Grávida e muitas vezes doente, Mary Godwin teve de lidar com a alegria de Percy no nascimento de seu filho com Harriet Shelley no final de 1814 e seus constantes passeios com Claire Clairmont. Foi consolada pelas visitas de Hogg, a quem ela não gostava no início mas logo considerado um amigo íntimo. Percy Shelley parece ter querido que Mary Godwin e Hogg se tornassem amantes; Mary não descartou a ideia, já que, em princípio, ela acreditava em amor livre. Na prática, porém, ela amava apenas Percy Shelley e parece não ter se aventurado mais longe do que a flertes com Hogg. Em 22 de fevereiro de 1815, ela deu à luz uma menina prematura de dois meses, que não tinha muita esperança de sobreviver. Em 6 de março, escreveu a Hogg:
Meu querido Hogg, meu bebê está morto – venha me ver logo que puder. Quero te ver – Ele estava perfeitamente bem, fui para a cama - acordei no meio da noite para amamentá-lo e parecia estar dormindo tão tranquilo que eu não quis acordá-lo. Ele morreu em seguida, mas não encontrámos “a causa” até de manhã - sua aparência mostra, evidentemente, que morreu de convulsões – Você pode vir - Shelley tem medo da febre do leite - para mim eu não sou mais uma mãe agora.
— Mary Shelley.

A perda de seu bebê deixou Mary Godwin em depressão profunda, sendo assombrada por visões do bebê; mas ela engravidaria novamente e já tinha se recuperado no verão. Com uma recuperação das finanças de Percy Shelley após a morte de seu avô, Sir Bysshe Shelley, o casal passou as férias em Torquay e depois alugou um chalé de dois andares em Bishopsgate, junto ao Windsor Great Park. Pouco se sabe sobre este período da vida de Mary Godwin, desde a sua revista de maio de 1815 a julho de 1816 se perdeu. Na Bishopsgate, Percy escreveu seu poema Alastor; e em 24 de janeiro de 1816, Mary deu à luz um segundo filho, William, em homenagem a seu pai e logo apelidado de "Willmouse". Em seu romance The Last Man, ela imaginava Windsor como um Jardim do Éden.

### Lago de Genebra eFrankenstein

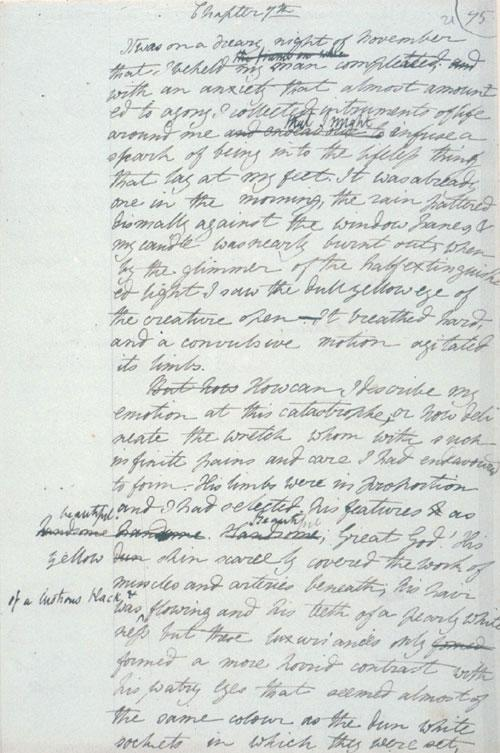
Projeto de Frankenstein ("Foi numa noite triste de novembro que eu contemplei meu homem completo...")

Em maio de 1816, Mary Godwin, Percy Shelley, e seu filho viajaram para Genebra com Claire Clairmont, onde planejavam passar o verão com o poeta Lord Byron, cujo caso recente com Claire a tinha deixado grávida. O grupo chegou em Genebra em 14 de maio de 1816, onde Mary passou a se chamar de "Sra. Shelley". Byron se juntou a eles em 25 de Maio com seu jovem médico, John William Polidori, e alugou a Villa Diodati, perto do Lago de Genebra na vila de Cologny; Percy Shelley alugou uma pequena construção chamada Maison Chapuis, próximo à margem do rio. Passaram seu tempo escrevendo, com passeios de barco no lago, e conversando até tarde da noite.
"Foi com certeza um verão molhado", Mary Shelley relembrou em 1831, "a chuva incessante, muitas vezes confinou-nos dias dentro de casa". Entre outros assuntos, a conversa virou-se para as experiências do filósofo natural e poeta Erasmus Darwin do século XVIII, que disse ter animado matéria morta, e do galvanismo e a viabilidade de retornar à vida um cadáver ou partes de um corpo. Sentados em torno de uma fogueira na Villa de Byron, os companheiros também se divertiam lendo histórias alemãs de fantasmas, fazendo com que Byron sugerisse que cada um escrevesse o seu próprio conto sobrenatural. Pouco depois, em uma inspiração, Mary Godwin concebeu a ideia de Frankenstein:
Eu vi o pálido estudante de artes profanas ajoelhado ao lado da coisa que ele tinha reunido. Eu vi o fantasma hediondo de um homem estendido e, em seguida, através do funcionamento de alguma força, mostrar sinais de vida, e se mexer com um espasmo vital. Terrível, extremamente assustador seria o efeito de qualquer esforço humano na simulação do estupendo mecanismo de Criador do mundo.
— Mary Godwin.

Ela começou a escrever o que achou que seria uma história curta. Com o encorajamento de Percy Shelley, ela expandiu este conto em seu primeiro romance, Frankenstein: or, The Modern Prometheus, publicado em 1818. Mais tarde ela descreveu o verão na Suíça como o momento "Quando eu saí da infância para a vida".

### Bath e Marlow
No seu retorno à Inglaterra em setembro, Mary e Percy mudaram-se - com Claire Clairmont - estabilizando-se próximo de Bath, onde esperaram manter secreta a gravidez de Claire. Em Cologny, Mary Godwin havia recebido duas cartas de sua meia-irmã, Fanny Imlay, que aludiu à sua vida "infeliz"; em 9 de Outubro, Fanny escreveu uma carta "alarmante" de Bristol o que fez com que Percy Shelley saísse à sua procura, sem sucesso. Na manhã do dia 10 de outubro, Fanny Imlay foi encontrada morta em um quarto em Swansea, juntamente com uma nota de suicídio e uma garrafa de láudano. Em 10 de Dezembro, a esposa de Percy Shelley, Harriet, foi encontrada afogada no lago Serpentine, um lago no Hyde Park, em Londres. Ambos os suicídios foram acobertados. A família de Harriet dificultou os esforços de Percy Shelley - totalmente apoiado por Mary Godwin - para assumir a custódia de seus dois filhos com Harriet. A fim de melhorar sua posição no caso, seus advogados o aconselharam a se casar, de modo que ele e Mary, que estava grávida de novo, se casaram em 30 de dezembro de 1816 na Igreja de St. Mildred, Bread Street, em Londres. Sr. e Sra. Godwin estavam presentes e o casamento acabou com a rusga na família.
Claire Clairmont deu à luz uma menina em 13 de janeiro, inicialmente chamada Alba, mais tarde Allegra. Em março desse ano, a Chancery Court julgou Percy Shelley moralmente inapto para assumir a custódia de seus filhos e colocou-os com a família de um clérigo. Também em março, os Shelleys mudaram-se com Claire e Alba para Albion House em Marlow, Buckinghamshire, um prédio grande, úmido sobre o rio Tâmisa. Lá Mary Shelley deu à luz seu terceiro filho, Clara, em 2 de setembro. Em Marlow, eles entretiveram seus novos amigos Marianne e Leigh Hunt, trabalhando arduamente nos seus escritos, e muitas vezes em discussões políticas.
No início do verão de 1817, Mary Shelley finalizou Frankenstein, que foi publicado anonimamente em janeiro de 1818. Críticos e leitores acharam que Percy Shelley era o autor, já que o livro havia sido publicado com seu prefácio e dedicado a seu herói político William Godwin. Em Marlow, Mary editou a revista conjunta do grupo da viagem continental de 1814, acrescentando material escrito na Suíça em 1816, junto com o poema de Percy, Mont Blanc. O resultado foi a História de uma viagem de seis semanas, publicado em Novembro de 1817. Naquele outono, Percy Shelley, muitas vezes esteve fora de sua casa em Londres para fugir dos credores. A ameaça de uma ‘’prisão por dívidas’’, combinada com sua saúde ruim e medo de perder a custódia de seus filhos, contribuíram para a decisão do casal de deixar a Inglaterra para a Itália em 12 de Março de 1818, tendo Claire Clairmont e Alba com eles. Eles não tinham intenção de retornar.

### Itália

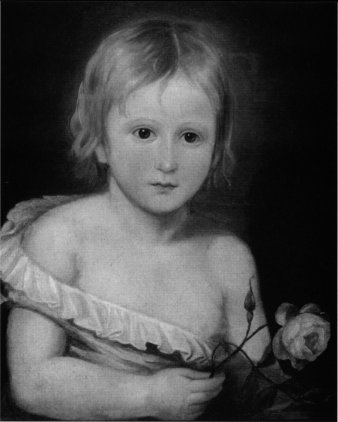
William "Willmouse" Shelley, pintado logo antes de sua morte por malária em 1819 (retrato de Amelia Curran, 1819)

Uma das primeiras tarefas do grupo ao chegar à Itália foi levar Alba para Byron, que vivia em Veneza. Ele concordou em assumi-la, desde que Claire não tivesse mais nada a ver com ela. Os Shelleys então embarcaram em uma existência errante, nunca se estabelecendo num lugar por muito tempo. Ao longo do caminho, eles acumularam um círculo de amigos e conhecidos, que muitas vezes se mudaram com eles. O casal dedicou seu tempo para escrever, ler, aprender, explorar e socializar. A aventura italiana, contudo, acabou para Mary Shelley com a morte de seus filhos - Clara, em setembro de 1818 em Veneza, e William, em junho de 1819 em Roma. Estas perdas a deixaram em uma depressão profunda que a isolava de Percy Shelley, que escreveu em seu caderno:
Minha querida Mary, por onde tu tens ido,
E me deixaste neste mundo sombrio sozinho?
Tua figura está aqui de fato, encantadora
Mas tu fugiste, saíste por uma estrada sombria
Isso leva a morada mais obscura da Tristeza.
Por amor a ti mesma eu não posso seguir-te
Para que retornes a mim.
Por um tempo, Mary Shelley só encontrou conforto na sua escrita. O nascimento de seu quarto filho, Percy Florença, em 12 de Novembro de 1819, finalmente, levantou seu ânimo, apesar dela alimentar a memória dos filhos perdidos até o fim de sua vida.
Itália proporcionou para os Shelley, Byron, e outros exilados a liberdade política inatingível em casa. Apesar de suas associações com a perda pessoal, a Itália tornou-se para Mary Shelley "um país que a memória pintou como um paraíso". Seus anos italianos foram tempos de atividade intelectual e criativa intensa, para os Shelleys. Enquanto Percy compôs uma série de poemas importantes, Mary escreveu o romance autobiográfico Mathilda, o romance histórico Valperga, e as peças Proserpine e Midas. Mary escreveu Valperga para ajudar a aliviar as dificuldades financeiras de seu pai, já que Percy se recusou a ajudá-lo ainda mais. No entanto, ela estivera fisicamente doente muitas vezes, e propensa a depressões. Ela também teve de lidar com o interesse de Percy em outras mulheres, como Sophia Stacey, Emilia Viviani, e Jane Williams. Desde que Mary Shelley compartilhou de sua crença na não-exclusividade do casamento, formou laços emocionais entre os homens e as mulheres de seu próprio círculo. Tornou-se particularmente afeiçoada ao revolucionário grego Príncipe Alexander Mavrocordatos e a Jane e Edward Williams. 
Em dezembro de 1818, os Shelleys viajaram para o sul com Claire Clairmont e seus agentes para Nápoles, onde permaneceram durante três meses, recebendo apenas um visitante, um médico. Em 1820, eles se viram atormentados por acusações e ameaças de Paolo e Foggi Elise, ex-funcionários que Percy Shelley havia demitido em Nápoles, logo após os Foggis terem se casado. A dupla apareceu em 27 de fevereiro de 1819 em Nápoles, onde Percy Shelley registrou como sua filha e de Mary Shelley a menina de dois meses de idade chamada Elena Adelaide Shelley. Os Foggis alegaram que Claire Clairmont era a mãe do bebê. Biógrafos têm oferecido várias interpretações destes eventos: Percy Shelley, havia decidido adotar uma criança, que o bebê era seu e de Elise, Claire, ou uma mulher desconhecida, ou que ela era de Elise e Byron.  Mary Shelley insistiu que ela tinha conhecimento de que Claire tinha ficado grávida, mas não está claro o quanto ela realmente sabia. Os acontecimentos em Nápoles, uma cidade que Mary Shelley posteriormente chamou de um paraíso habitado por demônios, permanecem envoltos em mistério.  A única certeza é que ela mesma não era a mãe da criança.  Elena Adelaide Shelley morreu em Nápoles, em 9 de junho de 1820.

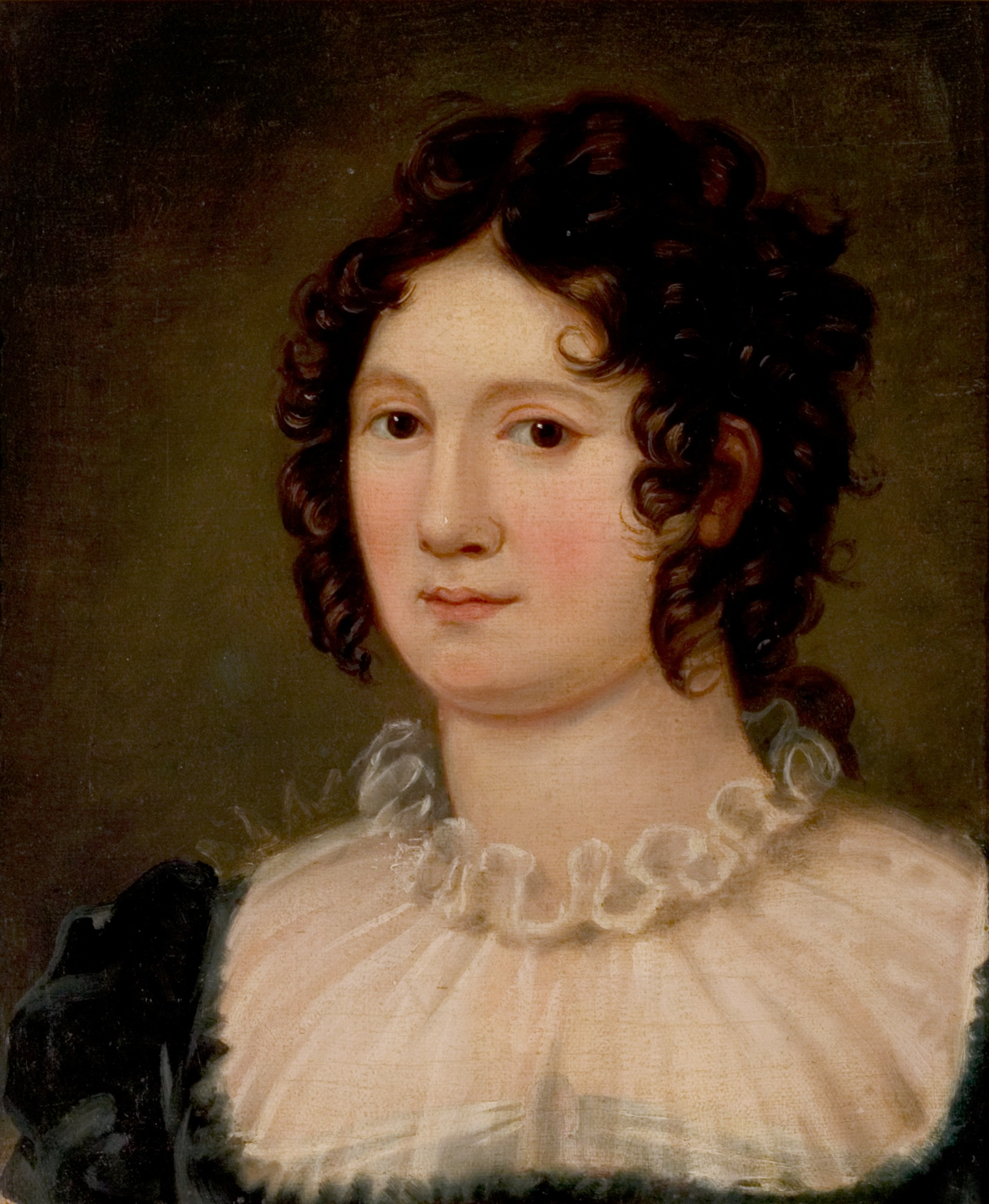
Claire Clairmont, meia-irmã de Mary e amante de Lord Byron (retrato de Amelia Curran, 1819)

No verão de 1822, uma Mary grávida mudou-se com Percy, Claire, e Jane e Edward Williams para a isolada Villa Magni, na beira do mar, perto do povoado de San Terenzo na Baía de Lerici. Depois que eles se instalaram, Percy deu a notícia para Claire que sua filha Allegra morreu de tifo em um convento em Bagnacavallo. Mary Shelley estava distraída e infeliz na limitada e remota Villa Magni, que veio a considerar como uma masmorra. Em 16 de junho, ela abortou, perdendo tanto sangue que quase morreu. Ao invés de esperar por um médico, Percy colocou-a em um banho de gelo para estancar o sangramento, um ato que o médico mais tarde disse-lhe que salvou a vida dela. Entretanto, nem tudo estava bem entre o casal naquele verão e Percy passou mais tempo com Jane Williams do que com sua esposa deprimida e debilitada. A maioria dos poemas curtos que Shelley escreveu em San Terenzo foram dirigidas a Jane, em vez de Maria.
A costa ofereceu a Percy Shelley e Edward Williams a chance de desfrutar do seu brinquedo "perfeito para o verão", um novo barco à vela. O barco tinha sido projetado por Daniel Roberts e Edward Trelawny, um admirador de Byron, que aderiu ao partido em janeiro de 1822. Em 1 de Julho de 1822, Percy Shelley, Edward Williams, e o capitão Daniel Roberts partiram para o sul da costa de Livorno. Lá Percy Shelley teria discutido com Byron e Hunt Leigh o lançamento de uma revista radical chamada The Liberal. Em 8 de julho, ele e Edward Williams fizeram a viagem de regresso a Lerici juntamente com o marinheiro de dezoito anos de idade, Charles Vivian. Eles nunca chegaram ao seu destino. Uma carta de Hunt para Percy Shelley chegou a Villa Magni, datada de 8 de julho, dizendo: "Rogo que escreva para nos dizer como você chegou em casa, pois disseram que você enfrentou mau tempo depois que partiu na segunda-feira e estamos ansiosos". "Eu caí em mim", Mary falou para um amigo mais tarde. "Eu tremia toda". Ela e Jane Williams correram desesperadamente para Livorno e, em seguida, a Pisa, na esperança de que seus maridos ainda estivessem vivos. Dez dias após a tempestade, três corpos apareceram na costa perto de Viareggio, a meio caminho entre Livorno e Lerici.

### Retorno a Inglaterra e a carreira de escritora
"Frankenstein é o trabalho mais maravilhoso escrito em vinte anos que eu tenha ouvido falar. Você está agora com vinte e cinco. E, felizmente, tem seguido um caminho de leitura, e cultivado sua mente de forma admirável de modo a torná-la uma grande e bem sucedida autora. Se você não pode ser independente, quem deve ser?"

— William Godwin para Mary Shelley
Após a morte de seu marido, Mary Shelley viveu por um ano, com Leigh Hunt e sua família em Gênova, onde muitas vezes ela viu Byron e transcreveu seus poemas. Ela resolveu viver de seus escritos e para seu filho, mas sua situação financeira era precária. Em 23 de Julho de 1823, ela deixou Gênova pela Inglaterra e ficou com o pai e a madrasta na rua Strand até que com uma pequena ajuda de seu sogro, permitiu-lhe ficar nas proximidades. Sir Timothy Shelley havia inicialmente concordado em apoiar o seu neto, Percy Florence, somente se ele fosse entregue a um tutor designado, mas Mary Shelley rejeitou essa ideia imediatamente. Ela conseguiu, de Sir Timothy um subsídio anual (que ela teria que pagar quando Percy Florence herdasse o imobiliário), mas até o fim de seus dias ele se recusou a conhecê-la pessoalmente e tratou com ela somente através de advogados. Mary Shelley se ocupou com a edição de poemas de seu marido, entre outros empreendimentos literários, mas a preocupação por seu filho restringia suas opções. Sir Timothy ameaçou parar o subsídio eventual se qualquer biografia do poeta fosse publicada. Em 1826, Percy Florence tornou-se o herdeiro legal da propriedade Shelley após a morte de Charles Shelley, filho de seu pai e Harriet Shelley. Sir Timothy aumentou o subsídio de Mary de £ 100 por ano para £ 250, mas manteve-se difícil como sempre. Mary Shelley gostava do círculo social de William Godwin, mas a pobreza impedia a socialização que ela desejava. Ela também se sentia marginalizada por aqueles que, como Sir Timothy, ainda desaprovava seu relacionamento com Percy Bysshe Shelley.
No verão de 1824, Mary Shelley mudou-se para Kentish Town no norte de Londres para ficar perto de Jane Williams. Ela pode ter sido, nas palavras de seu biógrafo Muriel Spark, "apaixonado-se", por Jane. Jane mais tarde desiludiu-se por causa de uma fofoca que Percy tinham preferido ela a Mary, devido a inadequação de Mary como esposa. Nessa época, Mary Shelley estava trabalhando em seu romance, The Last Man (1826), e ela ajudou a uma série de amigos que estavam escrevendo memórias de Byron e Percy Shelley - os primórdios da sua tentativa de imortalizar seu marido. Ela também conheceu o ator norte-americano John Howard Payne e o escritor norte-americano Washington Irving, que a intrigou. Payne se apaixonou por ela e, em 1826, pediu-a em casamento. Ela recusou, dizendo que depois de ter sido casada com um gênio, ela só poderia casar com outro. Payne aceitou a recusa e tentou, sem sucesso, falar com seu amigo Irving. Mary Shelley tinha conhecimento do plano de Payne, mas se ela levou a sério, é incerto.

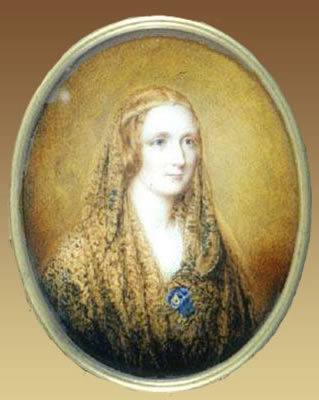
Miniatura de Reginald Easton de Mary Shelley é alegadamente extraída de sua máscara mortuária (c. 1857)

Em 1827, Mary Shelley foi parte de um esquema que permitiu que a amiga Isabel Rodrigues e a amante de Isabel, Mary Diana Dods, que escrevia sob o nome de David Lyndsay, embarcassem para uma vida a dois na França como homem e mulher.  Com a ajuda de Payne, a quem ela manteve sem saber os detalhes, Mary Shelley obteve os passaportes falsos para o casal. Em 1828, ela ficou doente com varíola, enquanto visitava-os em Paris. Semanas depois ela se recuperou, ilesa, mas sem sua beleza jovial.
Durante o período de 1827-40, Mary Shelley ficou ocupada como editora e escritora. Ela escreveu os romances Perkin Warbeck (1830), Lodore (1835) e Falkner (1837). Ela contribuiu com cinco volumes de Lives de autores espanhóis, italianos, portugueses, franceses e autores de Lardner's. Ela também escreveu histórias para revistas de senhoras. Ela ainda estava ajudando a seu pai, e procurou editores para si e para ele. Em 1830, ela vendeu os direitos de autoria para uma nova edição de Frankenstein por £ 60 a Henry Richard Colburn e Bentley para a sua nova série de Romances Standard. Após a morte de seu pai em 1836 com oitenta anos, começou a organizar suas cartas e um livro de memórias para publicação, como ele havia pedido em seu testamento, mas após dois anos de trabalho, ela abandonou o projeto. Durante esse período, ela também defendeu a poesia de Percy Shelley, promovendo a sua publicação e citando-o em sua escrita. Em 1837, as obras de Percy eram bem conhecidas e cada vez mais admiradas. No verão de 1838, Edward Moxon, o editor de Tennyson e do genro de Charles Lamb, propôs a publicação das obras completas de Percy Shelley. Mary recebeu £500 para editar as Obras Poéticas (1838), que Sir Timothy insistiu que não deveria incluir uma biografia. Mary encontrou uma maneira de contar a história de vida de Percy, no entanto: ela incluiu extensas notas biográficas sobre os poemas.
Mary Shelley continuava a tratar potenciais parceiros românticos com cautela. Em 1828, ela conheceu e flertou com o escritor francês Prosper Mérimée, mas em sua única carta a ele parece ser uma negativa a declaração de amor dele. Ela ficou encantada quando seu velho amigo da Itália, Edward Trelawny, voltou para a Inglaterra, e brincou sobre o casamento nas suas cartas. A amizade tinha mudado, no entanto, após sua recusa em cooperar com a sua biografia proposta de Percy Shelley, e mais tarde ele reagiu com irritação à sua omissão da seção ateísta Queen Mab dos poemas de Percy Shelley. Referências indiretas em seus diários, a partir da década de 1830 até início dos anos 1840, sugerem que Mary Shelley tinha sentimentos para o político radical Aubrey Beauclerk, que pode tê-la decepcionado por duas vezes ao se casar com outras. 
A primeira preocupação de Mary Shelley, durante esses anos, foi com o bem-estar de Percy Florence. Ela honrou a vontade de seu falecido marido de que o filho frequentasse escolas públicas, e, com a ajuda relutante de Sir Timothy, ele foi educado emHarrow. Para evitar as taxas de embarque, ela se mudou para Harrow, para que Percy pudesse estudar diariamente. Embora Percy tivesse passado para Trinity College, em Cambridge, e interessado-se por política e lei, ele não mostrou nenhum sinal dos dons de seus pais. Ele se dedicou à sua mãe, e depois que saiu da universidade em 1841, chegou a morar com ela.

### Últimos anos e morte
Em 1840 e 1842, mãe e filho viajaram juntos ao continente, as viagens que Mary Shelley gravou em Andanças na Alemanha e na Itália em 1840, 1842 e 1843 (1844). Em 1844, Sir Timothy Shelley finalmente morreu aos noventa anos, "caindo da haste como uma flor exagerada", como Mary colocou. Pela primeira vez, ela e seu filho foram independentes financeiramente, ainda que a propriedade fosse menos valiosa do que eles esperavam.

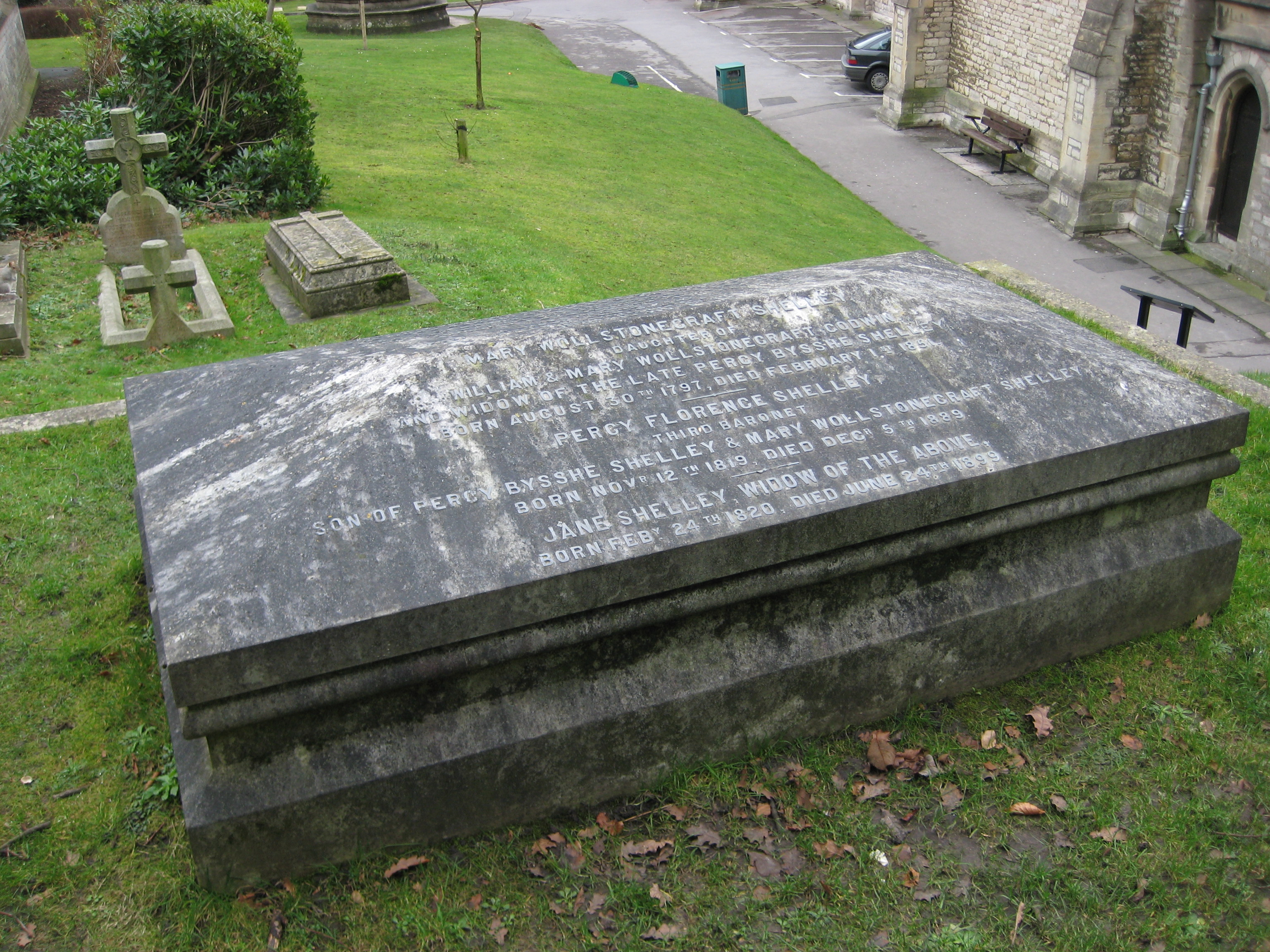
A fim de cumprir os desejos de Mary Shelley, Percy Florence e sua esposa Jane exumaram os caixões dos pais de Mary Shelley e enterraram-nos com ela em Bournemouth

Em meados da década de 1840, Mary Shelley foi alvo de três chantagistas. Em 1845, um exilado político italiano chamado Gatteschi, a quem ela havia conhecido em Paris, ameaçou publicar cartas que ela lhe tinha enviado. Um amigo de seu filho subornou um delegado de polícia para apreender documentos de Gatteschi, incluindo as cartas que então foram destruídas. Pouco tempo depois, Mary Shelley comprou algumas cartas escritas por ela e Percy Bysshe Shelley de um homem que se chama Byron G. e posou como o filho ilegítimo do falecido Lord Byron. Também em 1845, o primo de Percy Bysshe Shelley, Thomas Medwin, aproximou dela alegando ter escrito uma biografia prejudicial de Percy Shelley. Ele disse que não publicaria em troca de £250, mas Mary Shelley recusou-se.
Em 1848, Percy Florence casou-se com Jane Gibson St John. O casamento foi um sucesso e Mary Shelley e Jane se encontraram. Mary viveu com seu filho e sua nora em Field Place, Sussex, a casa ancestral dos Shelleys, e em Chester Square, Londres, e os acompanhou em viagens ao exterior.
Os últimos anos de Mary Shelley foram afetados pela doença. Desde 1839, ela sofreu de dores de cabeça e ataques de paralisia em partes do seu corpo, que por vezes impedia de ler e escrever. Em fevereiro de 1851, em Chester Square, ela morreu com cinquenta e três anos, com a suspeita de seu médico de um tumor cerebral. De acordo com Jane Shelley, Mary Shelley queria ser enterrada com sua mãe e seu pai; mas Percy e Jane, julgaram o cemitério de St Pancras "terrível", e preferiram enterrá-la em St Peter's Church, Bournemouth, próximo a sua nova residência em Boscombe. No aniversário de um ano de sua morte, os Shelleys abriram sua escrivaninha e dentro dela encontraram mechas de cabelos de seus filhos mortos, um caderno que ela compartilhava com Percy Bysshe Shelley, e uma cópia de seu poema Adonais com uma página dobrada em volta de uma pedaço de seda contendo algumas de suas cinzas e os restos do seu coração.

## Temas e estilos literários
Mary Shelley viveu uma vida literária. Seu pai a incentivou a aprender a escrever através da escrita de cartas, e sua ocupação favorita quando criança era escrever histórias. Infelizmente, toda a juventude de Mary foi perdida quando ela fugiu com Percy, em 1814, e nenhum de seus manuscritos sobreviventes eram de datas anteriores a esse ano. Seu primeiro trabalho publicado é, ou se julga ter sido, Mounseer Nongtongpaw, versos cômicos escritos para a Biblioteca Juvenil Godwin quando ela tinha dez anos e meio, no entanto, o poema é atribuído a um outro escritor na mais recente coleção autorizada de suas obras. Percy Shelley entusiasticamente incentivou Mary Shelley a escrever: "Meu marido sempre foi muito ansioso para que provasse ser digna da minha filiação, e assim ter meu nome inscrito na página da fama. Estava sempre incitando-me para obter reputação literária ".

### Romances

#### Elementos autobiográficos
Algumas partes dos romances de Mary Shelley, muitas vezes são interpretados como passagens mascaradas da sua vida. Críticos apontam para a recorrência do motivo pai-filha, em especial, como prova deste estilo autobiográfico. Por exemplo, os críticos frequentemente leram Mathilda (1820) como autobiográfica, identificando os três personagens centrais como versões de Mary Shelley, William Godwin, e Percy Shelley. Mary Shelley confidenciou que ela inspirou os personagens centrais de The Last Man em seu círculo italiano. Lord Raymond, que deixa a Inglaterra para lutar com os gregos e morre em Constantinopla, é baseado em Lord Byron e o utópico Adrian, Conde de Windsor, que leva seus seguidores em busca de um paraíso natural e morre quando afunda o seu barco em uma tempestade, é um retrato ficcional de Percy Bysshe Shelley. No entanto, como ela escreveu em sua resenha do livro de Godwin, Cloudesley (1830), ela não acreditava que os autores "eram apenas cópias de de seus próprios corações". William Godwin foi referido como personagem de sua filha mais como tipos ao invés de retratos da vida real. Alguns críticos modernos, como Patricia Clemit e Jane Blumberg, tomaram a mesma opinião, persistindo em leituras de obras de Mary Shelley como autobiográficas..

#### Gêneros de romances
"Eutanásia nunca mais se ouviu falar, até mesmo o nome dela morreu .... As crônicas privadas, a partir da qual a relação inicial foi coletada, terminam com a morte de Eutanásia. É, portanto, em histórias públicas que encontramos um relato dos últimos anos da vida de Castruccio."

— De Mary Shelley, Valperga
Mary Shelley empregava técnicas de diferentes gêneros de romances, mais intensamente o romance godwiniano, o romance histórico de Walter Scott, e o romance gótico. O romance godwiniano, feito popularmente durante a década de 1790 com as obras de Godwin, Caleb Williams (1794), "empregava uma forma confessional rousseauniana para explorar as relações contraditórias entre o indivíduo e a sociedade", e Frankenstein exibe muitos dos mesmos temas e recursos literários dos romances de Godwin. No entanto, Shelley critica os ideais do Iluminismo que Godwin promove em suas obras. Em The Last Man, ela usa a forma filosófica do romance godwiniano para demonstrar a insignificância do mundo. Enquanto romances godwinianos anteriores tinham mostrado como indivíduos racionais poderiam melhorar lentamente sociedade, The Last Man e Frankenstein demonstram ausência do indivíduo no controle sobre a história. Shelley usa o romance histórico para comentar sobre as relações de gênero, por exemplo, Valperga é uma versão feminista do gênero machista de Scott. Apresentando as mulheres na história que não fazem parte do registro histórico, Shelley utiliza suas narrativas para questionar instituições teológicas e políticas. Shelley marca a ganância compulsiva do protagonista masculino para a conquista, em oposição a uma alternativa feminina: razão e sensibilidade. Em Perkin Warbeck, outro romance histórico de Shelley, Lady Gordon defende os valores da amizade, da vida doméstica e igualdade para todos. Através dessa mulher, Shelley oferece uma alternativa feminina à política do poder masculino que destrói os personagens do sexo masculino. O romance apresenta uma narrativa histórica mais abrangente de modo a desafiar aquela que geralmente refere-se apenas aos eventos masculinos.

#### Gênero

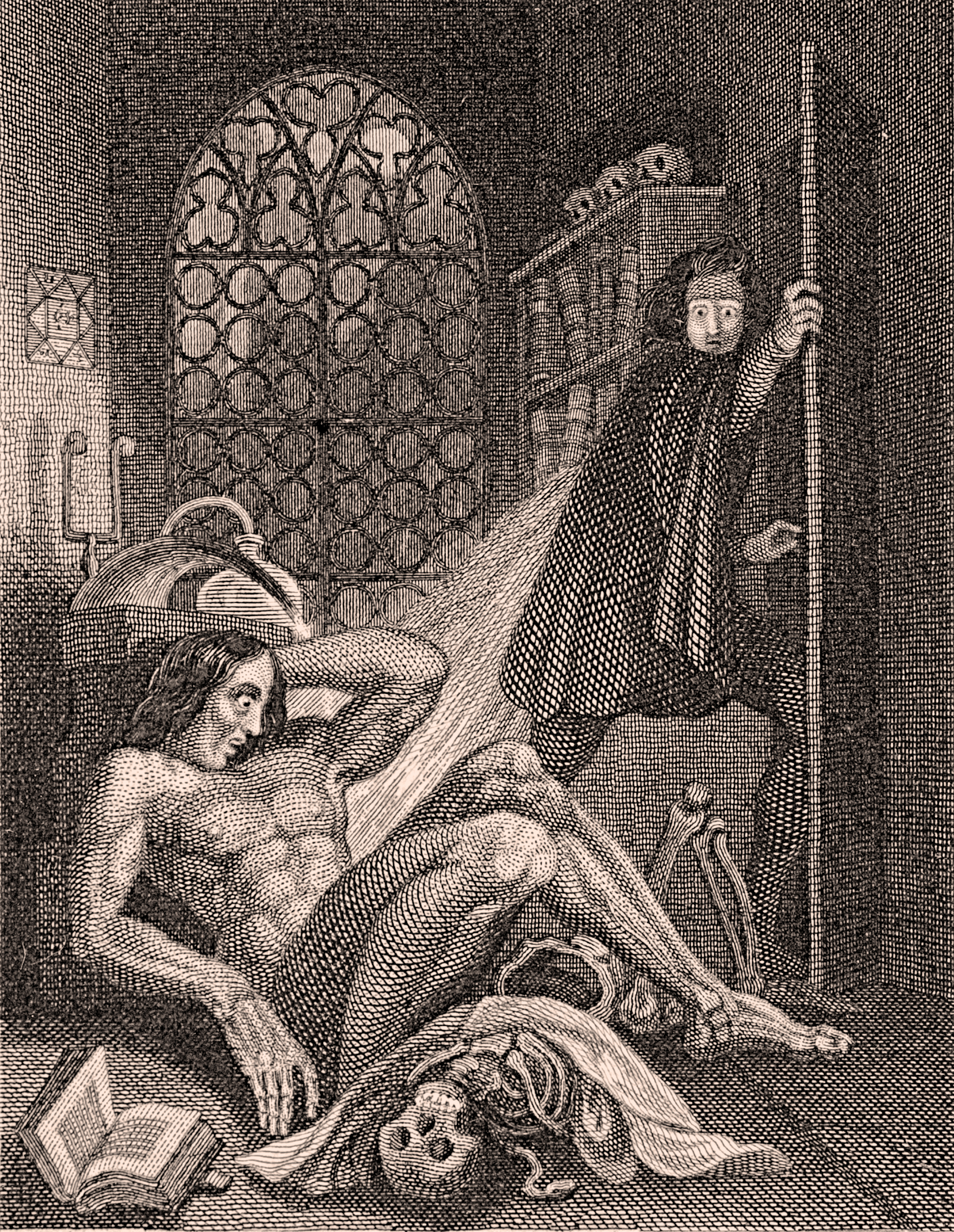
O frontispício da edição de 1831 de Frankenstein, de Theodor von Holst, um dos dois primeiros ilustradores do romance

Com a ascensão da crítica literária feminista nos anos 1970, as obras de Mary Shelley, especialmente Frankenstein, começaram a atrair muito mais atenção de acadêmicos. Críticas feministas e psicanalistas foram, em grande parte, responsáveis pela redescoberta de Shelley como escritora. Ellen Moers foi uma das primeiras a afirmar que a perda de seu bebê foi uma influência crucial para Shelley na escrita de Frankenstein. Ela argumenta que o romance é um "mito de nascimento" no qual Shelley passa a entender a culpa que sentia por ter causado a morte de sua mãe bem como por falhar no papel de mãe. Na visão de Moer, é uma história "sobre o que acontece quando um homem tenta ter um bebê sem uma mulher [...]; [Frankenstein] está profundamente interessado com modos naturais, em oposição a modos não naturais, de produção e reprodução". O fracasso de Viktor Frankenstein como "pai" no romance foi lido como uma expressão das ansiedades que acompanham a gravidez, o ato de dar à luz e, especialmente, a maternidade.
Sandra Gilbert e Susan Gubar argumentam em seu influente livro The Madwoman in the Attic (1979) que, especialmente em Frankenstein, Shelley respondeu à tradição literária masculina representada pela obra Paraíso Perdido, de John Milton. Na interpretação das autoras, Shelley reafirma esta tradição masculina, incluindo a misoginia inerete a ela, mas, ao mesmo tempo, "esconde fantasias de igualdade que, ocasionalmente, explodem em imagens monstruosas de ira". Mary Poovey lê a primeira edição de Frankenstein como parte de um padrão maior na escrita de Shelley, que se inicia com a auto-afirmação literária e termina com a feminilidade convencional. Poovey sugere que as narrativas múltiplas de Frankenstein permitem a Shelley dividir sua identidade artística: ela pode "expressar-se e apagar-se ao mesmo tempo". O medo de Shelley de se auto-afirmar reflete-se no destino de Frankenstein, que é punido por seu egotismo ao perder todos os seus laços domésticos.
Críticas feministas, via de regra, focam-se em como a autoria em si, especialmente a autoria feminina, esta representada tanto nos romances de Shelley quanto através deles. Como Anne K. Mellor, uma estudiosa de Shelley, explica, a autora usa o estilo gótico não apenas para explorar o desejo sexual feminino reprimido, mas também para "censurar seu próprio discurso em Frankenstein". De acordo com Poovey e Mellor, Shelley não quis promover sua própria identidade autoral, sentia-se profundamente inadequada como escritora e "este pesar contribuiu para a geração de suas imagens ficcionais de anormalidade, perversão e destruição".
Os escritos de Shelley focam-se no papel da família na sociedade e no papel da mulher dentro daquela família. Ela celebra as "afeições femininas e a compaixão" associadas à família e sugere que a sociedade civil irá ruir sem elas. Shelley era "profundamente comprometida com uma ética da cooperação, dependência mútua e abnegação". Em Lodore, por exemplo, a história central segue as fortunas da esposa e filha do personagem que dá nome à obra, Lord Lodore, que é morto num duelo no fim do primeiro volume, deixando um rastro de obstáculos legais, financeiros e familiares para as duas "heroínas" negociar. O romance compromete-se com questões políticas e ideológicas, especialmente a educação e o papel social das mulheres. Ele disseca uma cultura patriarcal que separou os sexos e pressionou mulheres a serem dependentes de homens. Na visão de Betty T. Bennett, outra estudiosa de Shelley, "o romance propõe paradigmas educacionais igualitários para mulheres e homens, que trariam justiça social assim como meios espirituais e intelectuais de enfrentar os desafios que a vida, invariavelmente, traz". Contudo, Falkner é o único dos romances de Mary Shelley no qual a heroína triunfa. A resolução do romance propõe que, quando valores femininos triunfarem sobre a masculinidade violenta e destrutiva, os homens estarão livres para expressar a "compaixão, simpatia e generosidade" de suas melhores naturezas.

#### Iluminismo e romantismo
Frankenstein, assim como boa parte da literatura gótica do período, mistura um assunto visceral e alienante com temas especulativos, que estimulam o pensamento. Ao invés de se focar nas reviravoltas do enredo, o romance coloca em primeiro plano os conflitos mentais e morais do protagonista, Viktor Frankenstein, e Shelley infunde o texto com seu estilo próprio de romantismo politizado, que criticava o individualismo e o egotismo do romantismo tradicional. Viktor Frankenstein é como Satã em Paraíso Perdido, e Prometeu: ele se rebela contra a tradição; ele cria vida; e ele molda seu próprio destino. Estas características não são retratadas positivamente; como Blumberg escreve, "sua ambição implacável é uma auto-ilusão, vestida como busca pela verdade". Ele deve abandonar sua família para cumprir sua ambição.
Mary Shelley acreditava na ideia iluminista de que as pessoas eram capazes de melhorar a sociedade através do exercício responsável do poder político, mas ela temia que o exercício irresponsável de poder levaria ao caos. Na prática, seu trabalhos, em grande parte, criticam a maneira como pensadores do século XVIII como seus pais acreditavam que tal mudança poderia ser provocada. A criatura em Frankenstein, por exemplo, lê livros associados a ideias radicais, mas a educação que recebe deles é, em última análise, inútil. As obras de Shelley revelam-na como menos otimista que Godwin e Wollstonecraft; ela carece de fé na teoria de Godwin de que a humanidade poderia, eventualmente, ser aperfeiçoada.
Como a estudiosa literária Kari Lokke escreve, The Last Man, mais do que Frankenstein, "em sua recusa de colocar a humanidade no centro do universo, seu questionamento de nossa posição privilegiada em relação à natureza [...] constitui um desafio profundo e profético ao humanismo ocidental". Especificamente, as alusões de Mary Shelley ao que radicais acreditavam ser uma fracassada revolução na França e às respostas de Godwin, Wollstonecraft e Edmund Burke a ela, desafiam "a fé do Iluminismo na inevitabilidade do progresso através do esforço coletivo". Assim como em Frankenstein, Shelley "oferece um comentário profundamente desiludido acerca da era das revoluções, que termina numa rejeição total destes ideais políticos iluministas, mas ela também rejeita a noção romântica de que a imaginação poética ou literária pode oferecer uma alternativa.

#### Política
Até recentemente, críticos citavam Lodore e Falkner como evidência do conservadorismo crescente nas obras posteriores de Mary Shelley. Em 1984, Mary Poovey identificou, de maneira influente, o recuo das políticas reformistas de Mary Shelley para dentro da "esfera separada" do doméstico. Poovey sugeriu que Shelley escreveu Falkner para resolver sua resposta ambivalente à combinação do radicalismo libertarista de seu pai com a insistência severa de decoro social. Mellor concordou em grande parte, argumentando que "Mary Shelley fundamentou sua ideologia política alternativa na metáfora da família burguesa pacífica e amorosa. Assim, ela apoiou, implicitamente, uma visão conservadora de reforma gradual e progressiva". Esta visão permitiu que mulheres participassem da esfera pública, mas herdou as desigualdades inerentes à família burguesa.
Contudo, por volta da última década, esta visão foi desafiada. Por exemplo, Bennett afirma que as obras de Mary Shelley revelam um compromisso consistente com o idealismo romântico e a reforma política e o estudo dos primeiros romances de Shelley feito por Jane Blumberg argumenta que a carreira da escritora não pode ser dividida facilmente em metades radicais e conservadoras. Ela alega que "Shelley nunca foi uma radical ardorosa como seu marido e seu estilo de vida posterior não foi assumido abruptamente, nem foi uma traição. Ela estava, na verdade, desafiando as influências políticas e literárias de seu círculo em seu primeiro trabalho". Nesta leitura, as obras iniciais de Shelley são interpretadas como um desafio ao radicalismo de Godwin e Percy Bysshe Shelley. A "rejeição negligente da família" de Viktor Frankenstein, por exemplo, é vista como evidência da preocupação constante de Shelley pelo doméstico.

### Contos

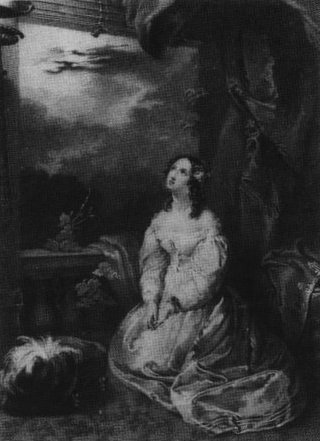
Com frequência, Shelley escreveu histórias para acompanhar ilustrações preparadas para gift books, como esta, que acompanhou "Transformation" em The Keepsake (1830)

Nos anos 1820 e 1830, Mary Shelley escreveu contos para gift books ou anuais, incluindo dezesseis para The Keepsake, cujo público eram mulheres de classe média e cujas edições eram encadernadas em seda, com bordas douradas nas páginas. Os trabalhos de Mary Shelley neste gênero foram descritos como os de uma "escritora de aluguel" e "prolixos e banais". Contudo, a crítica Charlotte Sussman salienta que outros dos escritores principais da época, como os poetas românticos William Wordsworth e Samuel Taylor Coleridge também se aproveitaram deste mercado lucrativo. Ela explica que "os anuais eram um grande modo de produção literária nos anos 1820 e 1830", sendo The Keepsake o mais bem-sucedido.
Muitos dos contos de Shelley se passam em lugares ou épocas bem distantes da Grã-Bretanha do início do século XIX, como a Grécia ou o reinado de Henrique IV de França. Shelley se interessava, especialmente, pela "fragilidade da identidade individual" e, amiúde, retratava "a maneira como o papel de uma pessoa no mundo pode ser cataclismicamente alterado por um transtorno emocional interno ou por alguma ocorrência sobrenatural que espelha um cisma interior". Em seus contos, a identidade feminina está atada ao valor efêmero de uma mulher no mercado do casamento, enquanto a identidade masculina pode ser mantida e transformada através do uso do dinheiro. Embora Mary Shelley tenha escrito vinte e um contos para anuais entre 1823 e 1839, ela sempre viu a si mesma, acima de tudo, como uma romancista. Ela escreveu a Leigh Hunt, "Escrevo artigos ruins que ajudam e me deixar infeliz — mas vou mergulhar num romance e ter esperança de que suas águas claras lavarão a lama das revistas".

### Diários de viagem
Quando fugiram para a França no verão de 1814, Mary Godwin e Percy Shelley iniciaram um diário em conjunto, que publicaram em 1817 sob o título de História de uma Turnê de Seis Semanas (History of a Six Weeks' Tour), incluindo quatro cartas, duas de cada um, baseadas em sua visita à Genebra em 1816, junto com o poema "Mont Blanc" de Percy Shelley. O trabalho celebra o amor juvenil e o idealismo político e segue, conscientemente, o exemplo de Mary Wollstonecraft e outros que haviam combinado os atos de viajar e de escrever. A perspectiva da História é filosófica e reformista, diferentemente daquela de um diário de viagem convencional; em especial, aborda os efeitos da política e da guerra na França. As cartas que o casal escreveu na segunda viagem confrontam os "grandes e extraordinários eventos" da derrota derradeira de Napoleão Bonaparte em Waterloo depois de seu Governo dos Cem Dias em 1815. Elas também exploram a sublimidade do lago Léman e do Monte Branco, bem como o legado revolucionário do filósofo e romancista Jean-Jacques Rousseau.
O último livro de Mary Shelley, escrito na forma de cartas e publicado em 1844, foi Caminhadas na Alemanha e Itália em 1840, 1842 e 1843 (Rambles in Germany and Italy in 1840, 1842 and 1843), que registrou as viagens com seu filho Percy Florence e os amigos de universidade dele. Em Caminhadas, Shelley segue a tradição de Cartas Escritas na Suécia, Noruega e Dinamarca (Letters Written in Sweden, Norway, and Denmark), de Mary Wollstonecraft, e de sua própria História de uma Turnê de Seis Semanas, ao mapear sua paisagem pessoal e política através do discurso da sensibilidade e simpatia. Para Shelley, construir conexões solidárias entre pessoas é a maneira de construir a sociedade civil e aumentar o conhecimento: "conhecimento, para iluminar e liberar a mente do apego a preconceitos sufocantes — um círculo mais amplo de simpatia com nossos semelhantes; — estas são as utilidades de viajar". Entre observações sobre paisagem, cultura e "pessoas, especialmente sob um ponto de vista político", ela usa a forma do diário de viagem para explorar seus papéis como viúva e mãe e para refletir sobre o nacionalismo revolucionário na Itália. Ela também registrou sua "peregrinação" a cenas associadas com Percy Shelley. De acordo com a crítica Clarissa Orr, a adoção, por Mary Shelley, de uma identidade de maternidade filosófica proporciona a Caminhadas a unidade de um poema em prosa, com "morte e memória como temas centrais". Ao mesmo tempo, Shelley defende uma posição igualitária contra a monarquia, distinções de classe, escravidão e guerra.

### Biografias
Entre 1832 e 1839, Mary Shelley escreveu muitas biografias de importantes homens italianos, espanhóis, portugueses e franceses e de algumas mulheres para a coleção Lives of the Most Eminent Literary and Scientific Men, de Dionysius Lardner. Estas contribuições fizeram parte da Cabinet Cyclopaedia, uma das melhores de diversas séries do tipo produzidas nos anos 1820 e 1830 em resposta à demanda crescente da classe média por autoeducação. Até a republicação destes ensaios em 2002, sua significância dentro do conjunto da obra de Shelley não havia sido reconhecida. Na visão do estudioso Greg Kucich, eles revelam a "extraordinária pesquisa atravessando vários séculos e múltiplas línguas" feita por Mary Shelley, seu dom para a narrativa biográfica, e seu interesse nas "formas nascentes de historiografia feminista". Shelley escreveu num estilo biográfico popularizado pelo crítico Samuel Johnson em seu Lives of the Poets (1779–81), combinando fontes secundárias, memórias e anedotas, e avaliação autoral. Ela registra detalhes da vida de cada escritor e personagem, cita seus escritos na língua original e em traduções, e termina com uma avaliação crítica de suas realizações.
Para Shelley, a escrita biográfica devia, em suas palavras, "formar uma escola na qual fosse possível estudar a filosofia da história", e ensinar "lições". Mais frequentemente e sobretudo, estas lições consistiam em críticas às instituições dominadas por homens como a primogenitura. Shelley enfatiza a domesticidade, o romance, a família, a simpatia e a compaixão na vida de seus biografados. Sua convicção de que tais forças eram capazes de melhorar a sociedade conecta sua abordagem biográfica à das primeiras historiadoras feministas, como Mary Hays e Anna Jameson. Ao contrário de seus romances, a maioria dos quais teve uma tiragem original de algumas centenas de cópias, Lives teve uma tiragem de cerca de 4 000 cópias para cada volume: assim, de acordo com Kucich, o uso feito por Mary Shelley da biografia "para avançar a agenda social da historiografia de mulheres tornou-se uma de suas mais influentes intervenções políticas".

### Trabalho editorial
"As qualidades que surpreenderam qualquer um recém introduzido a Shelley foram, primeiro, uma bondade gentil e cordial que animou seu relacionamento com afeto acolhedor, e útil simpatia. A outra, a avidez e o ardor com os quais ligou-se à causa da felicidade e melhoria humana."

— Mary Shelley, "Preface", Poetical Works of Percy Bysshe Shelley
Logo depois da morte de Percy Shelley, Mary Shelley determinou-se a escrever sua biografia. Numa carta de 17 de novembro de 1822, ela anunciou: "Escreverei sua vida — e, assim, me ocuparei da única maneira pela qual posso obter consolo". Contudo, seu sogro, Sir Timothy Shelley, a baniu, na prática, de fazê-lo. Mary começou a promover a reputação poética de Percy em 1824, com a publicação de seus Poemas Póstumos. Em 1839, enquanto estava trabalhando em Lives, ela preparou uma nova edição das poesias de Shelley, que se tornou, nas palavras da estudiosa Susan Wolfson, "o evento canonizante" na história da reputação de seu marido. No ano seguinte, Mary Shelley editou um volume dos ensaios, cartas, traduções e fragmentos de Percy Shelley e, durante os anos 1830, ela apresentou sua poesia a um público mais amplo, publicando diversos trabalhos na revista The Keepsake.
Evitando a proibição de Sir Timothy a uma biografia, Mary Shelley frequentemente incluía nestas edições seus próprios comentários e reflexões sobre a vida e obra de seu marido. "Tenho de justificar seu comportamento", ela declarou em 1824; "Tenho de torná-lo adorado para toda posteridade". Foi este objetivo, argumenta Blumberg, que a levou a apresentar a obra de Percy ao público na "forma mais popular possível". No intuito de adequar seus trabalhos a um público vitoriano, ela apresentou Percy Shelley como um poeta lírico ao invés de um poeta político. Como escreve Mary Favret, "o incorpóreo Percy identifica o próprio espírito da poesia". Mary adornou o radicalismo político de Percy como uma forma de sentimentalismo, argumentando que seu republicanismo surgiu de uma simpatia por aqueles que estavam sofrendo. Ela inseriu anedotas românticas sobre a benevolência, a domesticidade e o amor de seu marido pelo mundo natural. Retratando-se como a "musa prática", ela também apontou a maneira como havia sugerido revisões enquanto ele escrevia.
Apesar das emoções despertadas por esta tarefa, Mary Shelley se provou, em diversos aspectos, uma editora profissional e erudita. Trabalhando a partir dos cadernos confusos, por vezes indecifráveis, de seu marido, ela tentou formar uma cronologia de seus escritos, e incluiu poemas, como Epipsychidion, dirigido a Emilia Viviani, que ela preferia ter omitido. Contudo, Mary Shelley foi forçada a fazer diversas concessões e, como observa Blumberg, "críticos modernos encontraram falhas na edição e afirmam, diversamente, que ela copiou errado, interpretou mal, ocultou propositadamente e tentou transformar o poeta em algo que não era". De acordo com Wolfson, Donald Reiman, um editor moderno da obra de Percy Bysshe Shelley, ainda se remete às edições de Mary Shelley, embora reconheça que o estilo editorial da autora pertença "a uma era de edição cujo objetivo não era estabelecer textos precisos e aparato acadêmico, mas apresentar um registro completo de uma carreira de escrita para o leitor em geral". Em princípio, Mary Shelley acreditava em publicar toda e qualquer palavra da obra de seu marido; mas ela se viu obrigada a omitir certas passagens, fosse por pressão de seu editor, Edward Moxon, ou em consideração à decência púbica. Por exemplo, ela removeu passagens ateístas da primeira edição de Queen Mab. Depois que ela restaurou as passagens na segunda edição, Moxon foi julgado e condenado por calúnia, embora tenha conseguido escapar da punição. As omissões de Mary Shelley provocaram críticas, muitas vezes mordazes, de membros do antigo círculo de Percy Shelley, e críticos acusaram-na de, entre outras coisas, inclusões indiscriminadas. Não obstante, suas notas permaneceram uma fonte essencial para o estudo da obra de Percy Shelley. Como explica Bennett, "biógrafos e críticos concordam que o compromisso de Mary Shelley em trazer às obras de Shelley o reconhecimento que acreditava merecerem foi a principal força que estabeleceu a reputação de Shelley durante um período no qual o poeta teria, quase certamente, desaparecido do público".

## Reputação

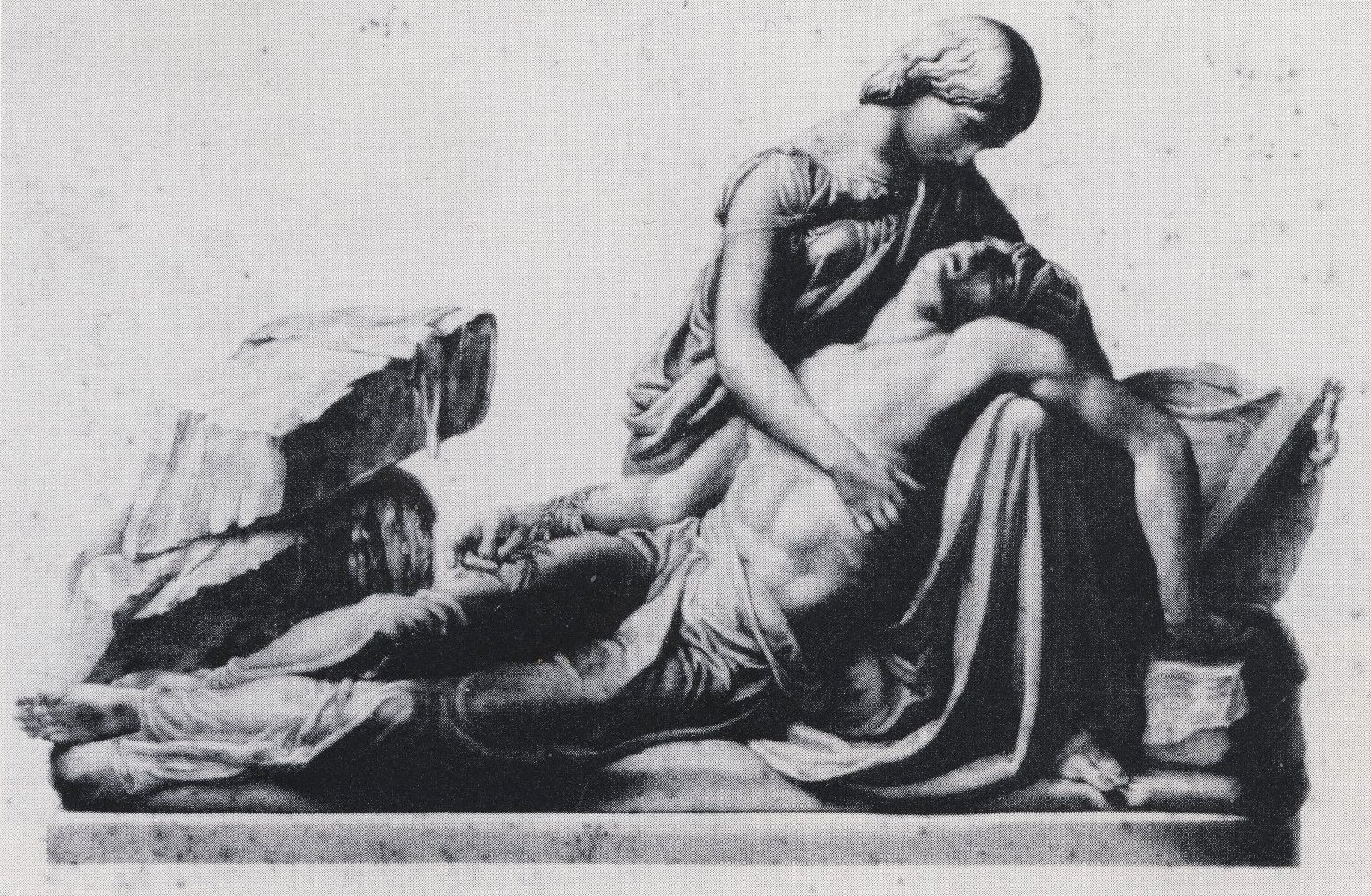
Xilogravura de George Stodart inspirada num monumento de Henry Weekes (1853)

Em vida, Mary Shelley foi levada a sério como escritora, embora críticos, em geral, não tenham percebido o conteúdo político de seus escritos. Depois de sua morte, contudo, ela foi lembrada como a esposa de Percy Bysshe Shelley e autora de Frankenstein. Com efeito, na introdução de sua correspondência publicada em 1945, o editor Frederick Jones escreveu, "uma coleção do presente tamanho não poderia ser justificada pela qualidade geral das cartas ou pela importância de Mary Shelley como escritora. É como esposa de [Percy Bysshe Shelley] que ela desperta nosso interesse". Esta atitude ainda não havia desaparecido em 1980, quando Betty T. Bennett publicou o primeiro volume da correspondência completa de Mary Shelley. Como ela explica, "o fato é que, até recentemente, estudiosos consideraram, de maneira geral, Mary Wollstonecraft Shelley como um resultado: a filha de William Godwin e Mary Wollstonecraft que se tornou o Pigmaleão de Shelley". A primeira biografia acadêmica completa — Mary Shelley: Romance and Reality, de Emily Sunstein — só veio a ser publicada em 1989.
As tentativas do filho e da nora de Mary Shelley de "vitorianizar" sua memória, censurando documentos biográficos, contribuíram para uma percepção de Mary Shelley como uma figura mais convencional e menos reformista do que seus trabalhos sugerem. Suas próprias omissões tímidas na obra de Percy Shelley e sua esquiva silenciosa de polêmicas públicas em seus últimos anos contribuiu para esta impressão. Comentários de Hogg, Trelawny e outros admiradores de Percy Shelley também tenderam a minimizar o radicalismo de Mary Shelley. A obra Records of Shelley, Byron, and the Author (1878), de Trelawny, elogiou Percy Shelley às custas de Mary, questionando a inteligência da autora e, até mesmo, sua autoria de Frankenstein. Lady Shelley, esposa de Percy Florence, respondeu, em parte, apresentando uma coleção de cartas intensamente editada que ela havia herdado, publicada privadamente como Shelley and Mary in 1882.
Desde a primeira adaptação para o teatro em 1823 às adaptações para o cinema do século XX, incluindo a primeira versão cinematográfica de 1910 e versões célebres como, Frankenstein (1931), de James Whale, Young Frankenstein (1974), de Mel Brooks, e Mary Shelley's Frankenstein (1994), de Kenneth Branagh, muitas pessoas se deparam com a obra de Mary Shelley pela primeira vez através de adaptações. Ao longo do século XIX, Mary Shelley veio a ser considerada, quando muito, como uma autora de um livro só, ao invés da escritora profissional que era; a maioria de suas obras permaneceu esgotada até os últimos trinta anos, impedindo uma visão maior de suas realizações. Nas últimas décadas, a republicação de quase todo o conjunto de sua obra estimulou um novo reconhecimento de seu valor. Seus hábitos de leitura e estudo intensos, revelados em seus diários e cartas e refletidos em suas obras, são agora melhor valorizados. A visão que Shelley tinha de si mesma enquanto autora também foi reconhecida; depois da morte de Percy, ela descreveu suas ambições autorais: "Penso que posso me sustentar, e há algo de inspirador na ideia". Estudiosos agora consideram-na uma grande figura do Romantismo, significativa por suas realizações literárias e sua voz política enquanto mulher e liberal.

## Lista de obras selecionadas
- History of a Six Weeks' Tour through a Part of France, Switzerland, Germany, and Holland, with Letters Descriptive of a Sail round the Lake of Geneva, and of the Glaciers of Chamouni (1817)
- Frankenstein ou o Prometeu Moderno (1818)
- Mathilda (1819)
- Valperga: ou, a Vida e as Aventuras de Castruccio, o Príncipe de Lucca (1823)
- Posthumous Poems of Percy Bysshe Shelley (1824)
- The Last Man (1826)
- The Fortunes of Perkin Warbeck (1830)
- Lodore (1835)
- Falkner (1837)
- The Poetical Works of Percy Bysshe Shelley (1839)
- contribuições a Lives of the Most Eminent Literary and Scientific Men (1835–39), parte da Cabinet Cyclopaedia de Dionysius Lardner
- Rambles in Germany and Italy in 1840, 1842, and 1843 (1844)

Coleções dos papéis de Mary Shelley estão localizadas na Lord Abinger's Shelley Collection guardadas na Biblioteca Bodleiana, na Biblioteca Pública de Nova Iorque (em especial na The Carl H. Pforzheimer Collection of Shelley and His Circle), na Biblioteca Huntington, na Biblioteca Britânica e na Coleção John Murray.